# 高木文子
高木 文子（たかぎ ふみこ、1946年〈昭和21年〉12月22日 - ）は、日本の旧皇族。高木代々吉の妻。皇籍離脱前の身位は女王で、皇室典範における敬称は殿下。旧名、文子女王（ふみこじょおう）。盛厚王と同妃成子内親王の第1王女。明治天皇の玄孫、大正天皇と貞明皇后の曽孫、昭和天皇と香淳皇后の孫、第125代天皇・明仁の姪、第126代天皇・徳仁の従姉にあたる。

## 人物・来歴
1946年（昭和21年）12月22日、東久邇宮家の盛厚王と昭和天皇の第1皇女子である照宮成子内親王との間に、第2子（長女）として、東京都芝区高輪南町の東久邇宮邸に於いて誕生した。12月28日、文子（ふみこ）と命名された。1947年（昭和22年）10月14日、父方の祖父・東久邇宮稔彦王とともに、皇室典範（昭和22年法律第3号）第13条により皇籍離脱した。なお、この時の皇籍離脱者（旧皇族）の中では最年少であった。1983年（昭和58年）に郵政省が行った企画、『はがきインタビュー㊵』の人物紹介欄によると、皇籍離脱後、東洋英和女学院中学部・高等部を経て、東洋英和女学院大学短期大学部英文科へ進学。同大学在学中に児童文化研究会に参加し、卒業後、創作絵本グループを結成。1977年（昭和52年）ごろより絵本作家として活動を開始する。ペンネームは、北三季。作品に『のねずみウィスカー』（1979年）、『チャーリーのこいぬ』（1981年）、『ゆきのひ あみもの』（1982年）などがある。私生活では、1967年（昭和42年）、21歳の時に大村和敏（大村益次郎子爵家の継嗣）と結婚するが、その後、1969年（昭和44年）に離婚した。1985年（昭和60年）5月24日、38歳の時に当時、名鉄百貨店社員だった高木代々吉と再婚し、名古屋国際ホテルにて親族や宮内庁職員など極少人数を招いた簡素な披露宴をとり行った。

## 家族・親族
『平成新修旧華族家系大成』上巻, p. 42などを参照。
- 父：盛厚王（東久邇宮稔彦王第1王子）
- 母：盛厚王妃成子内親王（昭和天皇第1皇女）
  - 同母兄弟：信彦王 - 文子女王 - 秀彦（壬生基博・壬生家養子） - 真彦 - 優子
  - 外叔父：第125代天皇・明仁（上皇）、常陸宮正仁親王
  - 従弟妹：第126代天皇・徳仁（今上天皇）、秋篠宮文仁親王、紀宮清子内親王（黒田清子）
- 継母：寺尾佳子
  - 異母弟：厚彦（寺尾家養子） - 盛彦
- 前夫：大村和敏（大村益次郎子爵家の継嗣）
- 後夫：高木代々吉

## 系譜
| 高木文子 | 父: 東久邇盛厚 | 祖父: 東久邇稔彦 （東久邇宮） | 曾祖父: 朝彦親王（久邇宮） |
| 高木文子 | 父: 東久邇盛厚 | 祖父: 東久邇稔彦 （東久邇宮） | 曾祖母: 寺尾宇多子         |
| 高木文子 | 父: 東久邇盛厚 | 祖母: 東久邇聡子              | 曾祖父: 明治天皇           |
| 高木文子 | 父: 東久邇盛厚 | 祖母: 東久邇聡子              | 曾祖母: 園祥子             |
| 高木文子 | 母: 東久邇成子 | 祖父: 昭和天皇                | 曾祖父: 大正天皇           |
| 高木文子 | 母: 東久邇成子 | 祖父: 昭和天皇                | 曾祖母: 貞明皇后           |
| 高木文子 | 母: 東久邇成子 | 祖母: 香淳皇后                | 曾祖父: 邦彦王（久邇宮）   |
| 高木文子 | 母: 東久邇成子 | 祖母: 香淳皇后                | 曾祖母: 俔子               |

### 原文
1. ↑  昭和二十一年宮内省告示第三十四号
盛厚王妃成子内親王殿下ニハ本日午前五時五十五分東京都芝區高輪南町十七番地東久邇宮邸ニ於テ御分娩女王御誕生アラセラル
　昭和二十一年十二月二十二日
　　　　宮内大臣子爵　松平　慶民—『官報』第5985号, p. 2, 「告示：宮内省告示第三十四號」
2. ↑  昭和二十一年宮内省告示第三十八号
本月二十二日誕生セラレタル盛厚王殿下ノ第一女子名ヲ文子ト命セラル
　昭和二十一年十二月二十八日
　　　　宮内大臣子爵　松平　慶民—『官報』第5989号, p. 12, 「告示：宮内省告示第三十八號」
3. ↑  昭和二十二年宮内府告示第十六号
恒憲王妃敏子、邦壽王、治憲王、章憲王、文憲王、宗憲王、健憲王、邦昭王、朝建王、朝宏王、朝子女王、通子女王、英子女王、典子女王、守正王妃伊都子、孚彦王、孚彦王妃千賀子、誠彦王、冨久子女王、美乃子女王、稔彦王妃聰子内親王、盛厚王、盛厚王妃成子内親王、信彦王、文子女王、俊彦王、恒徳王妃光子、恆正王、恆治王、素子女王、紀子女王及び春仁王妃直子各殿下は、皇室典範第十三條の規定により、昭和二十二年十月十四日皇族の身分を離れられる。
　昭和二十二年十月十三日
　　　　　宮内府長官　松平　慶民—『官報』第6226号, p. 1, 「告示：宮内府告示第十六号」